# U-Bahnhof Ziegelstein
Der U-Bahnhof Ziegelstein (Abkürzung: ZI) ist der 38. U-Bahnhof der Nürnberger U-Bahn und wurde am 27. November 1999 eröffnet. Er ist 945 m vom U-Bahnhof Herrnhütte und 2388 m vom U-Bahnhof Flughafen entfernt. An den Bahnhof schließt sich Richtung Flughafen eine Abstell- und Kehranlage an. Der U-Bahnhof ist nach dem 1920 eingemeindeten Nürnberger Stadtteil Ziegelstein benannt, in dem er liegt. Täglich wird er von rund 9.800 Fahrgästen genutzt (Mo–Fr, 2019).

## Lage

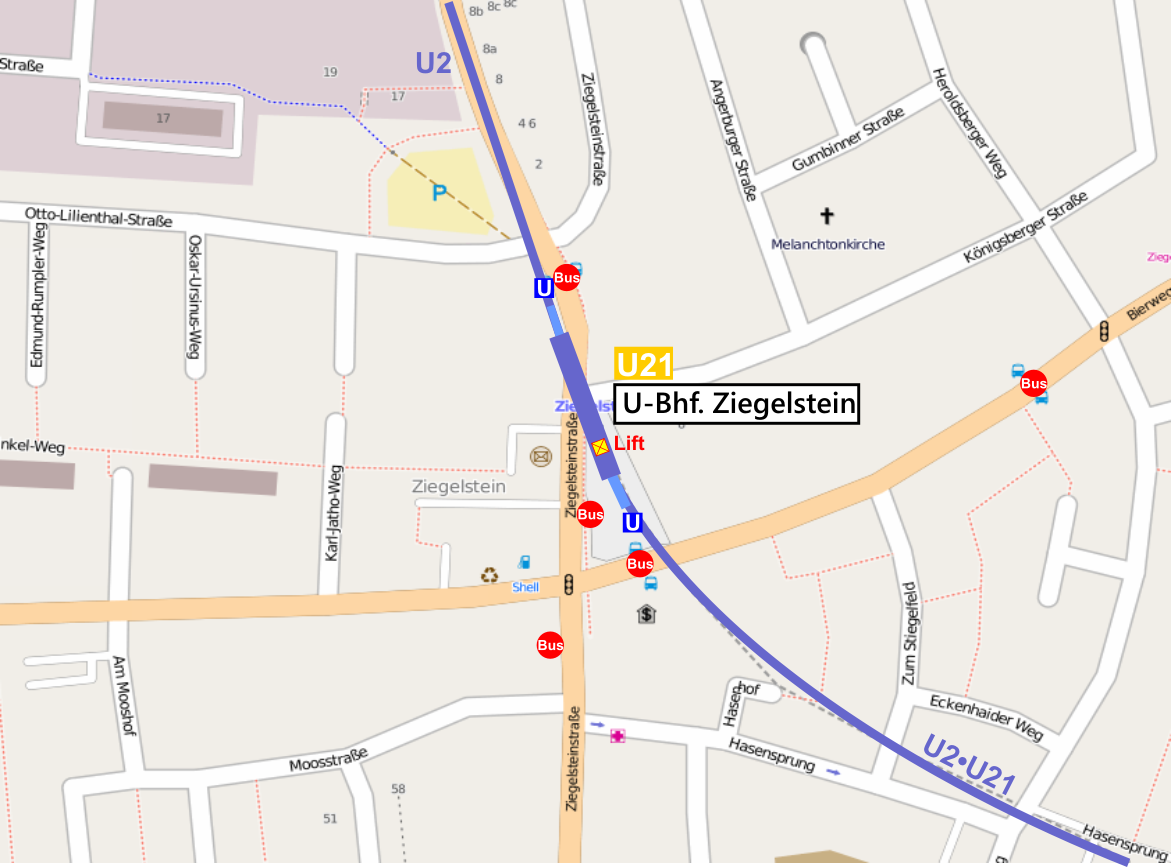
Lageplan U-Bhf. Ziegelstein

Der Bahnhof liegt im Nürnberger Stadtteil Ziegelstein und erstreckt sich unterirdisch in Süd-Nord-Richtung unter dem Fritz-Munkert-Platz und der Ziegelsteinstraße zwischen Bierweg und Otto-Lilienthal-Straße. Der Südaufgang und der Aufzug führen zum Fritz-Munkert-Platz, der Nordaufgang auf die Westseite der Ziegelsteinstraße.

## Bauwerk und Architektur
Das Bahnhofsbauwerk ist 140 m lang, 15 m breit und 9 m tief (einfache Tiefenlage). Die Bauarbeiten dafür begannen am 23. September 1996 und wurden in offener Bauweise mit Berliner Verbau ausgeführt. Um den Straßenverkehr auf der Ziegelstein und Rathsbergstraße während der Bauarbeiten aufrechtzuerhalten, wurden Hilfsbrücken über der Baugrube errichtet.
Als architektonische Gestaltungsmittel wurden die Baustoffe Stahl und Glas nach dem Konzept der Professoren Johannes Peter Hölzinger und Josef Reindl verwendet. Die Bahnsteigwände sind mit hinterleuchteten Glasplatten verkleidet. Ein Lichtband aus roten LED-Leuchten führt von jedem Aufgang in den Bahnhof hinein und weist durch eine sich verlangsamende oder beschleunigende Lichtwelle auf einfahrende U-Bahnzüge hin. In die Bahnsteigdecke wurden drei Glasfelder eingebaut, die an der Oberfläche begehbar sind und die Bahnsteigebene mit Tageslicht versorgen. In eines dieser Felder ist auch der Aufzug eingebaut.

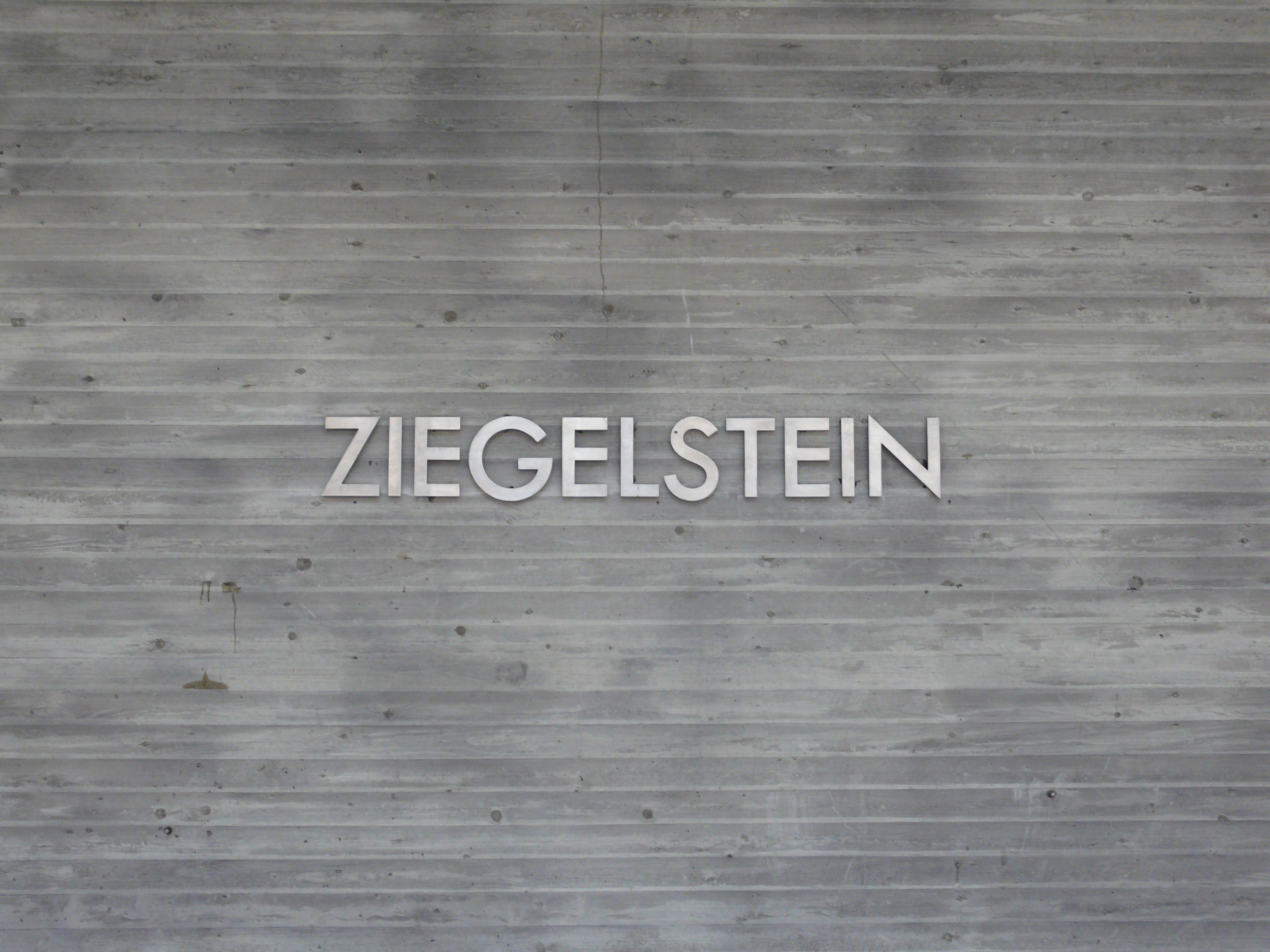
Stationsname an den Bahnsteigwänden
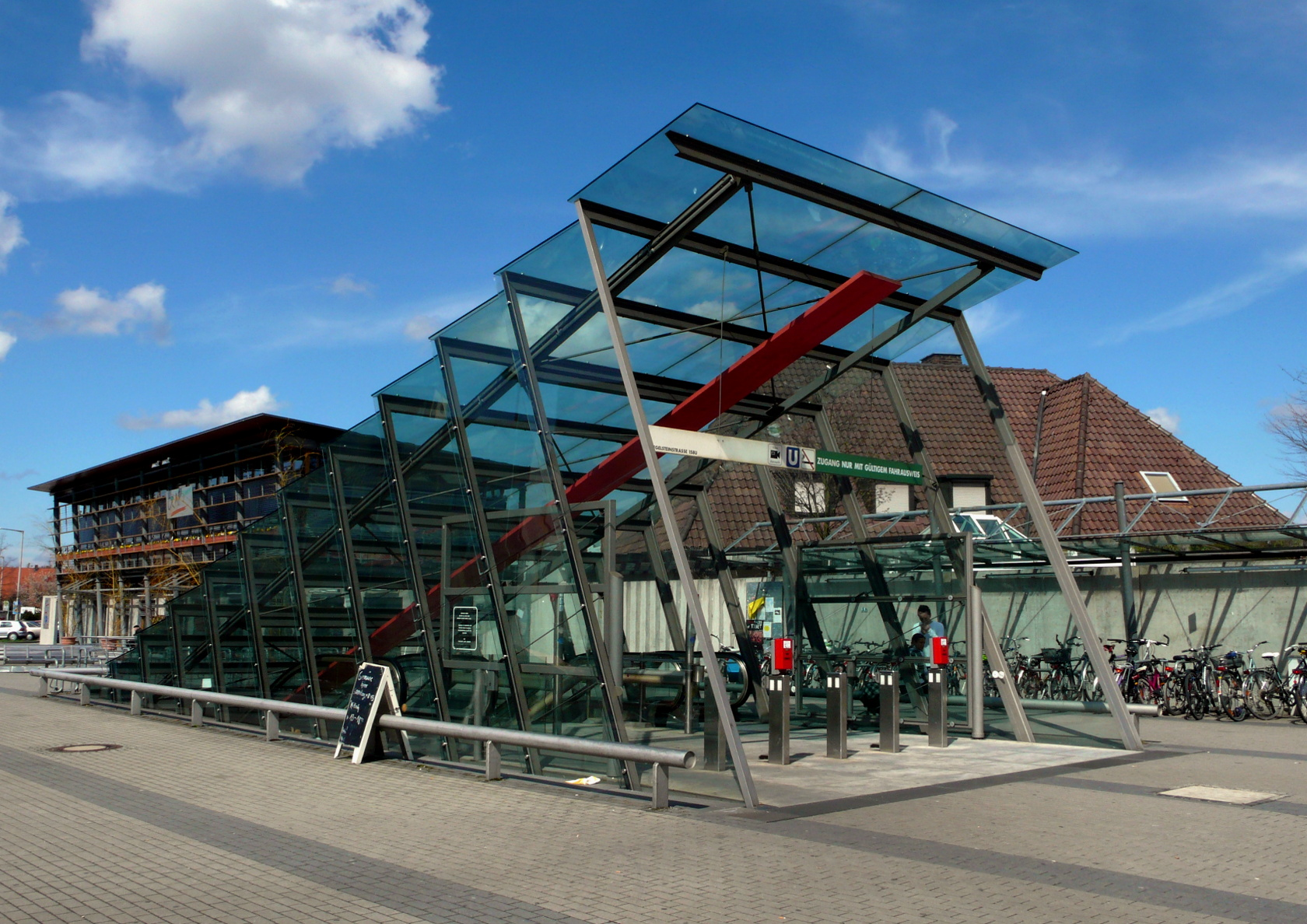
Zugang am Fritz-Munkert-Platz
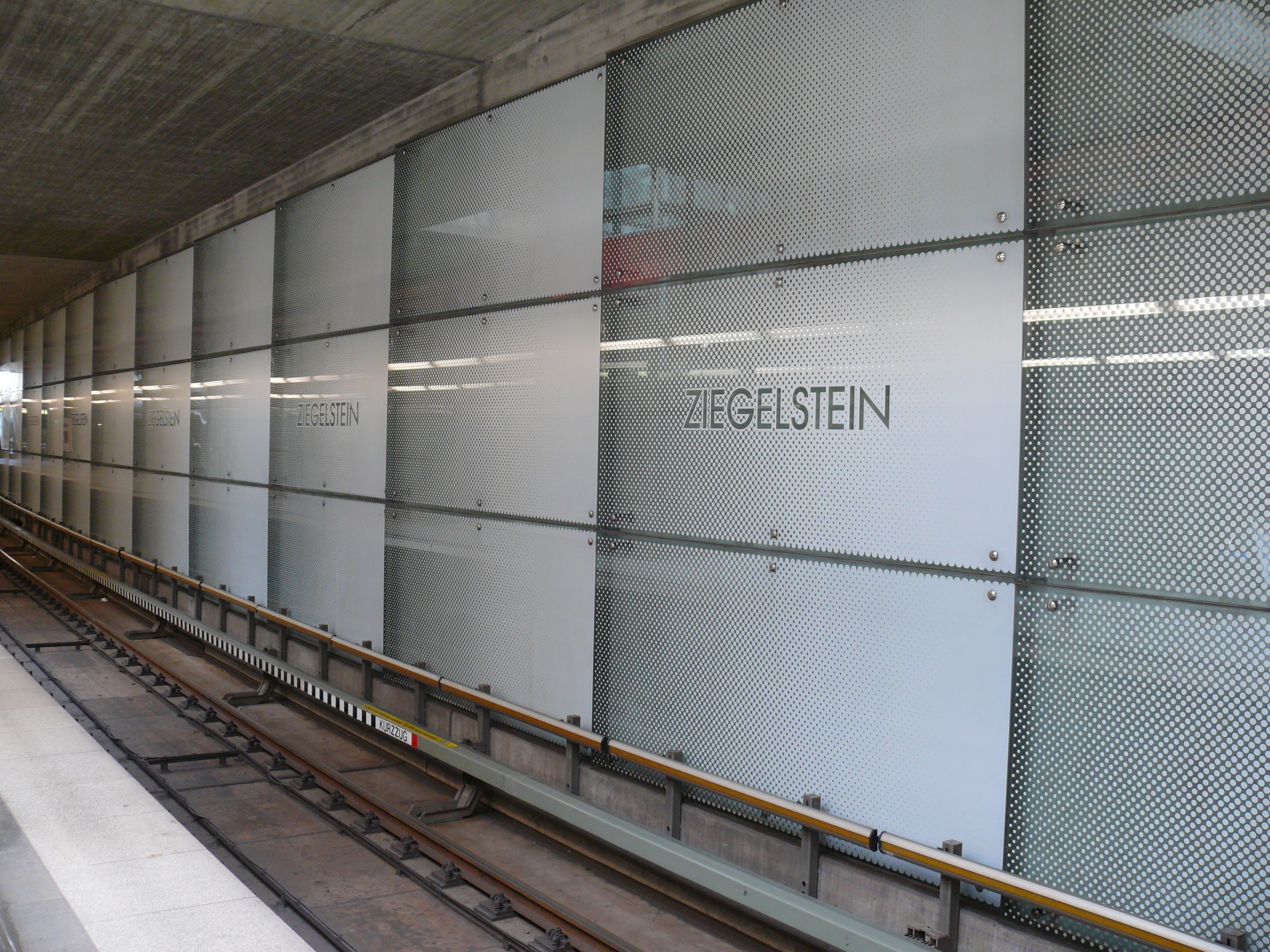
Hinterleuchtete Glasplatten an den Bahnsteigwänden
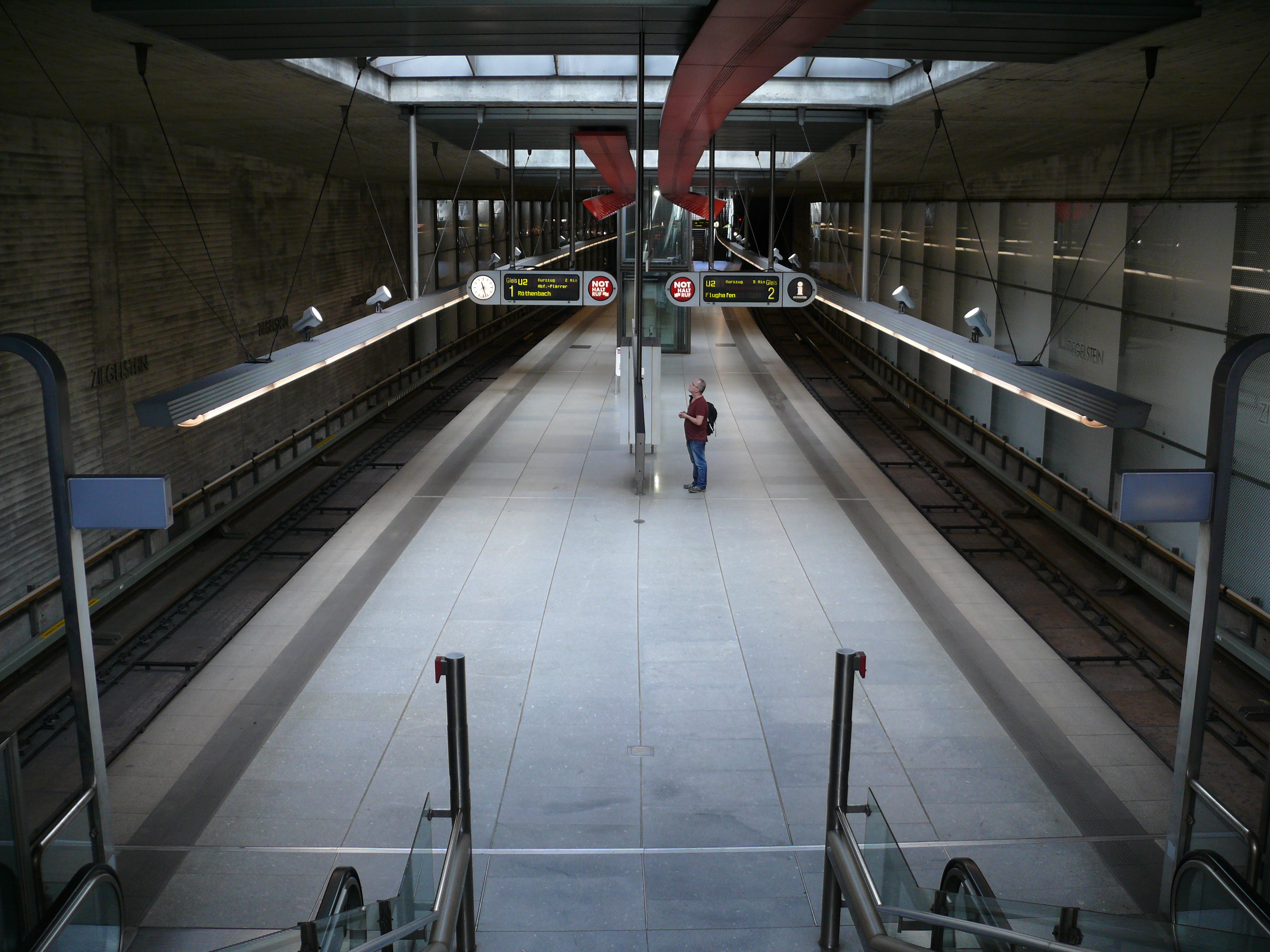
Bahnsteigebene Überblick
LED-Band am Aufzug
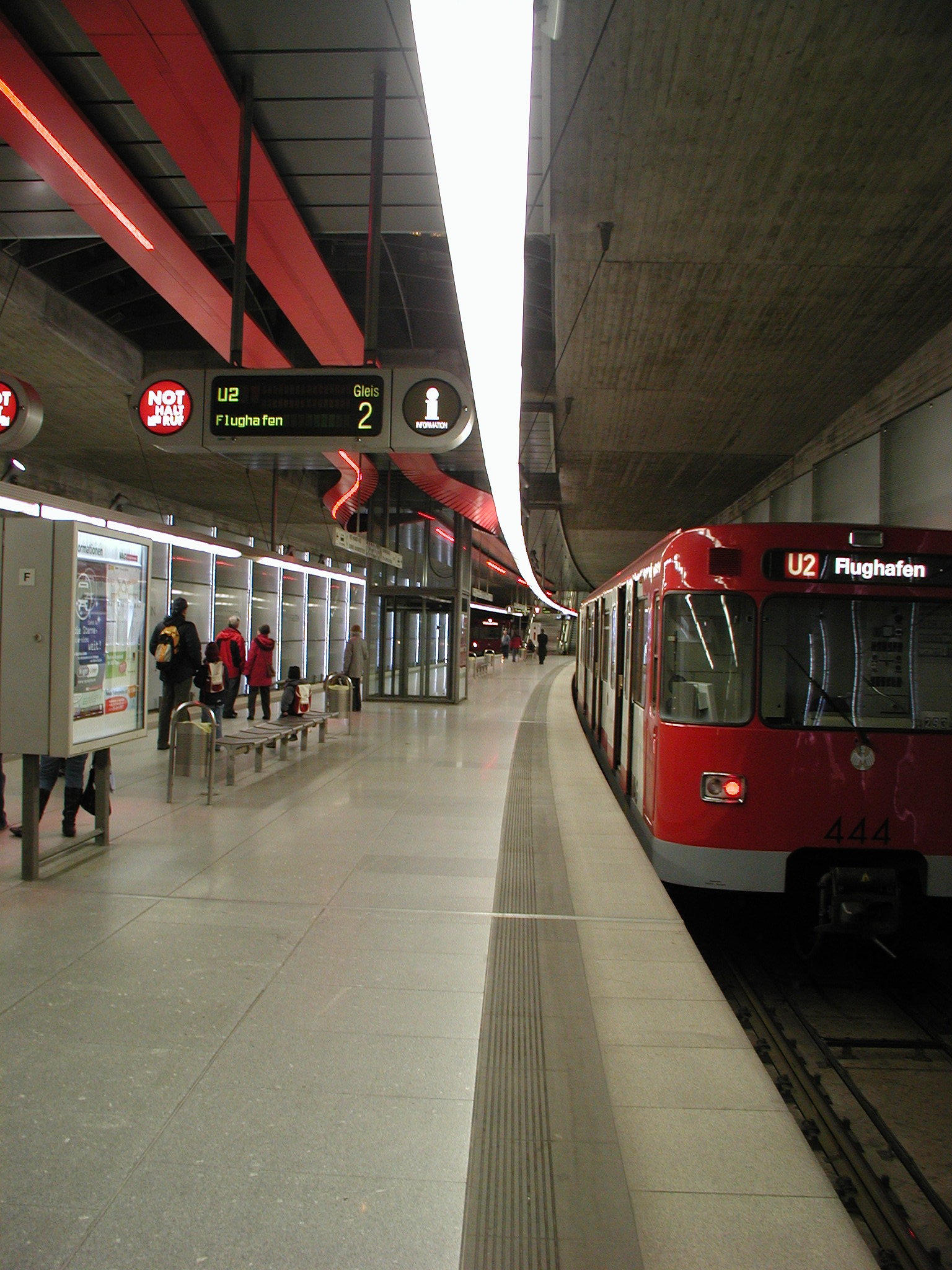
Zug mit aktiviertem LED-Band

## Linien
| Linie | Verlauf | Takt                                                   |
| ----- | --- | ------------------------------------------------------ |
| U2    | Röthenbach – Hohe Marter – Schweinau – St. Leonhard – Rothenburger Straße – Plärrer – Opernhaus – Hauptbahnhof – Wöhrder Wiese – Rathenauplatz – Rennweg – Schoppershof – Nordostbahnhof – Herrnhütte – Ziegelstein – Flughafen Stand: Fahrplanwechsel Dezember 2023 | 5 min 3–4 min (zur HVZ) 10 min (Ziegelstein–Flughafen) |

Umsteigemöglichkeiten
| Linie           | Verlauf |
| --------------- | --- |
| Buslinie 21     | Ziegelstein – Buchenbühl |
| Buslinie 30     | Nordostbahnhof – Herrnhütte – Nordostpark – Ziegelstein – Flughafen – Am Wegfeld – Buch – Boxdorf – Erlangen Süd – Gebbertstraße – Neuer Markt – Arcaden – Erlangen Bahnhof – Hugenottenplatz |
| Buslinie 31     | Herrnhütte – Nordostpark – Ziegelstein – Lohe – Schnepfenreuth – Am Wegfeld – Buch – Kraftshof – Neunhof – Boxdorf – Großgründlach                                                            |
| Buslinie 45     | Frankenstraße – Doku-Zentrum – Dutzendteich – Zerzabelshof – Tiergarten – Mögeldorf – Thumenberger Weg – Nordostbahnhof – Ziegelstein                                                         |
| Nachtbuslinie 1 | Hauptbahnhof – Rathenauplatz – Nordostbahnhof – Herrnhütte – Ziegelstein – Buchenbühl |

## Sonstiges
Im U-Bahnhof wurden Szenen für das Musikvideo Forever der Tranceformation Dee Dee gedreht. Produziert wurden die Aufnahmen von den Nürnberger AVA Studios unter der Regie von Alexander Diezinger.